# Joachim Deckarm
Joachim Deckarm (Saarbrücken, 19 de enero de 1954) fue un jugador de balonmano alemán que jugó de lateral izquierdo. Desarrolló toda su carrera en el VfL Gummersbach. 
Jugó en la selección de balonmano de Alemania y logró ganar el Campeonato Mundial de Balonmano Masculino de 1978.
Para muchos expertos podría haber llegado a ser el mejor jugador de la historia, sin embargo, un golpe que recibió en la cabeza en 1979 le dejó en coma y le apartó completamente del balonmano. Desde entonces tiene todo su cuerpo paralizado.

## Clubes
- VfL Gummersbach ( -1979)

## Palmarés

### VfL Gummersbach
- Bundesliga (3): 1974, 1975 y 1976
- Recopa de Europa de Balonmano (1): 1978
- Copa de Europa (1): 1974[3]